# Heliura solicauda
Heliura solicauda är en fjärilsart som beskrevs av Butler 1876. Heliura solicauda ingår i släktet Heliura och familjen björnspinnare. Inga underarter finns listade i Catalogue of Life.